# Itai-itai

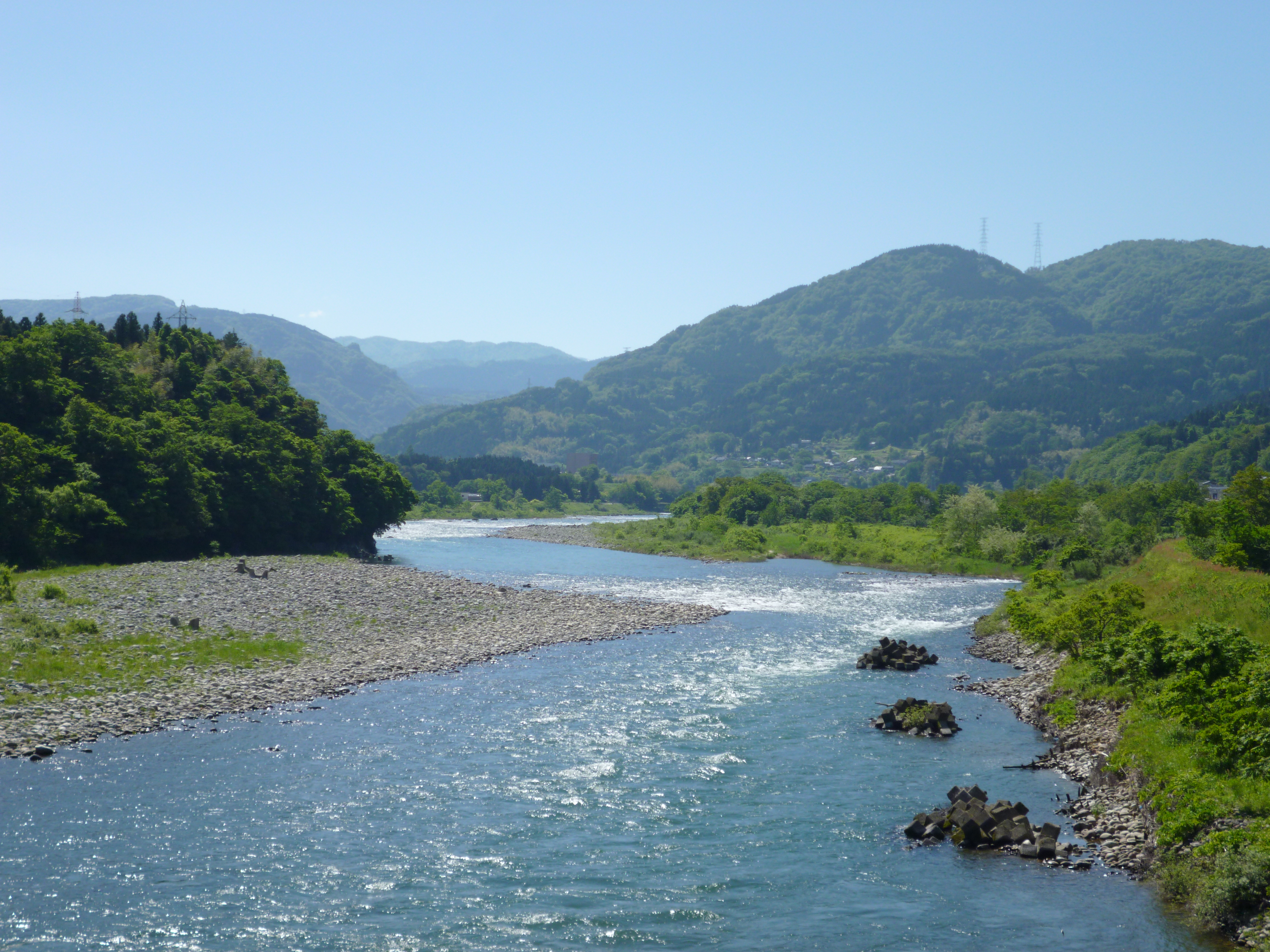
La malaltia s'originà al riu Jinzu del Japó

L'itai-itai és una malaltia òssia produïda per la intoxicació de cadmi (Cd), en la qual es produeixen fractures òssies doloroses acompanyades de problemes renals crònics, sobretot en dones menopàusiques. També hi ha disfunció renal, osteomalàcia, anèmia i disminució de la pressió arterial. Deriva del consum d'arròs.
La malaltia Itai-Itai és el primer cas documentat d'intoxicació massiva per cadmi, i data per primer cop del 1912. El cadmi va ser alliberat en els rius per empreses mineres a les muntanyes. El cas més conegut i on es va posar el nom de la malaltia,en japonés <itai-itai> vol dir <ai!,ai!>, degut a forts dolors que provoca en les articulacions i la columna vertebral, va ser a la conca del riu Jinzū, a la prefactura de Toyama, on es van intoxicar pagesos productors d'arròs. Aquesta malaltia és coneguda com una de les malalties ambientals més importants i va ser reconeguda des de la dècada de 1950 per l'esforç dels habitants de la zona afectada i del Dr.Hagino.

## Història
L'augment de la demanda de matèries primeres durant la Primera Guerra Mundial al Japó va augmentar la producció de les mines, sent les Mines Kamioka (Tomaya) una de les principals del món.
Això va augmentar la contaminació del riu Jinzu i els seus afluents. El riu va ser utilitzat principalment per al reg de camps d'arròs, i també com a aigua potable, rentat i pesca. L'arròs absorbeix amb facilitat metalls pesants, especialment el cadmi. Aquest s'acumulava en les persones que el consumien. L'arròs arribava a nivells de concentració de cadmi de 4.2 ppm quan 1 ppm es considera el nivell màxim permès.
L'any 1912, els doctors van començar a notar que els agricultors d'arròs patien malalties desconegudes molt doloroses. Van anar augmentant els dolors en les articulacions, els ronyons fallaven i els ossos es debilitaven i es trencaven amb la pressió de les feines diàries. A mesura que la malaltia passava d'un poble a un altre, va començar a conèixer-se com a malaltia <itai-itai>. Després de la guerra, el doctor Noboru Hagino, el qual tenia una clínica privada en l'àrea majorment afectada, va començar a estudiar aquesta malaltia i va trobar la relació entre la contaminació de cadmi amb aquests símptomes, i es va donar compte que l'arròs és una esponja del cadmi
El 1968 el Ministeri de Salut i Benestar Social va emetre una declaració sobre els símptomes de la malaltia Itai-Itai causada per l'enverinament per cadmi

## Causes
Aquesta malaltia és coneguda com una de les quatre malalties causades per la contaminació en Japó: malaltia de Minamata, malaltia de Niigata Minamata i l'asma de Yokkaichi.
Un fet curiós és que amb el sòl submergit en els cultius, no es donaven enverinaments per cadmi, ja que aquest es trobava en condicions reductores.
El que va provocar la intoxicació va ser el canvi de treball dels sòls, que va portar a la mobilització i l'efecte nociu del cadmi, tot i que les concentracions es mantenien iguals. El drenatge va provocar l'oxidació del S2- a SO₄2-, això va baixar el pH i va fer augmentar la concentració de Cd2+ en dissolució, i per tant, en l'arròs. Amb aquest exemple podem veure com és molt important l'efecte de l'espècie química davant la seva toxicitat, independentment de la quantitat.
L'arròs que es cultivava en aquests sòls regats amb l'aigua del riu contaminat, absorbia aquest cadmi. Es coneix que l'arròs pot absorbir fins a tres cops més la quantitat de cadmi que de zinc. Són les arrels de les plantes d'arròs les que tenen molta tendència d'absorbir el cadmi.
El cadmi és un metall tòxic, cancerigen i no essencial per l'organisme, és a dir, que no té cap funció biològica i actua com a toxina. És altament tòxic inclús en dosis baixes. Alguns dels efectes de l'exposició al cadmi són símptomes similars a la grip, febre i als dolors musculars. Qualsevol quantitat significativa de cadmi absorbit pel cos, enverina immediatament el fetge i els ronyons Es dona una disfunció renal, ja que els ronyons perden la capacitat per eliminar l'àcid de la sang. El dolor renal causat pel cadmi és irreversible. Teòricament, ja que no s'ha demostrat en viu, l'acció tòxica del cadmi es deuria a la seva afinitat per radicals dels grups –SH, -OH, carboxil, fosfatil, cisteinil i histidil i la seva acció competitiva amb altres elements funcionalment essencials com el zinc, coure, ferro i calci. Les seves principals interaccions serien, la forta unió del cadmi als grups –SH de les proteïnes intracel·lulars que inhibirien als enzims que tenen aquests grups, i al desplaçament del zinc dels enllaços –S- i la consegüent alteració enzimàtica i dels seus processos bioquímics.
El zinc és un mineral essencial per al nostre organisme. La majoria s'absorbeix a l'intestí prim. L'absorció és un procés saturable, ja que quan els nivells de zinc disminueixen, es produeix un augment en la velocitat de transport. És transportat per l'albúmina (proteïna plasmàtica) al fetge, i des d'allà es distribuirà a diferents teixits. El zinc forma part de 100 enzims, els quals estan lligats al metabolisme de proteïnes i glúcids, com a la síntesi d'insulina, ARN i ADN.
El problema principal és que el zinc i el cadmi comparteixen una via d'absorció. Els dos tenen reactivitats similars, el cadmi és agafat per la proteïna d'absorció del zinc, i sembla que és adsorbit en grans quantitats ràpidament. Tests del zinc en cèl·lules de llevat mostren que el zinc segueix la cinètica de Michaelis-Menten, en canvi, el cadmi no. No es va trobar el punt en què el cadmi arribava a la velocitat màxima. Això vol dir que el punt de saturació dels receptors que anaven i venien en la cèl·lula, no estava en el mateix interval que el del zinc, sinó que eren més elevats. Per tant, podem deduir que el procés d'absorció del cadmi és més ràpid que el del zinc.

## Símptomes
Les persones que es trobaven afectades per aquesta malaltia eren dones de mitjana edat, persones grans i dones embarassades que vivien en la zona contaminada des de feia 30 anys.
Una dona adulta necessita uns 7.0 mg/dia de zinc. En canvi, una dona embarassada necessita una quantitat més elevada diària. L'arròs era un aliment de primera necessitat en aquell moment, si li sumem que els seus cossos estan necessitant una absorció extra de zinc i que l'arròs està saturat de cadmi, veiem perquè les dones embarassades eren de les primeres a patir aquesta malaltia.
L'enverinament per cadmi també pot provocar osteomalàcia (estovament dels ossos) i osteoporosis (pèrdua de massa òssia i debilitat). En casos extrems, una persona amb aquesta malaltia, pot patir fractures òssies pel seu propi pes corporal.

## Accions legals
En, 1968 al tribunal de la prefectura de Toyama, va haver-hi vint-i-nou demandants a l'empresa minera culpable de la contaminació del riu, la Mitsui Mining and Smelting Co. El 1971 la cort va declarar l'empresa culpable. Tot i que la Mitsui Mining and Smelting Co va apel·lar posteriorment, es va rebutjar i finalment va acordar pagar per l'atenció mèdica de les víctimes, el finançament de la vigilància de la qualitat de l'aigua realitzada pels residents, i pagar indemnitzacions a les víctimes de la malaltia. Les persones que es consideren víctimes de la malaltia Itai-Itai van haver de posar en contacte amb el Ministeri de Salut, Treball i Benestar del Japó perquè la sol·licitud fos avaluada. Moltes de les víctimes no estaven satisfetes amb les accions del govern i van exigir un canvi en els procediments oficials. Això va fer que el govern revisés els criteris per al reconeixement legal les víctimes, com a tals. El govern va haver de revisar també el tractament de la malaltia. Es considera que una persona pateix la malaltia Itai - Itai si viu a les zones contaminades, té disfuncions renals i descalcificació òssia. Cent vuitanta-quatre víctimes de la malaltia Itai-Itai han estat reconegudes legalment des de 1967.

## Costos econòmics
La contaminació per metalls pesants afecta moltes àrees del Japó, la de cadmi va contaminar moltes zones agrícoles. Com a resultat de la promulgació de la norma de Prevenció del Sòl en la Llei de la Terra Agrícola de 1970, es va ordenar la prohibició de la sembra fins a la restauració de la terra, i podria ser aplicada per àrees amb nivells de ≥ 1 ppm de cadmi a terra.
En 1977 s'havien determinat com a superfície contaminada a la prefectura de Toyama 1500 hectàrees al llarg del riu Jinzû i van ser proposades per a la restauració dels seus sòls. Els agricultors van ser compensats per la Mitsui, la prefectura de Toyama i el govern estatal per les collites i la produccions perdudes de diversos anys. El 1992 només quedaven 400 ha contaminades.
En 1992, el cost mitjà anual de despeses en salut associats a la malaltia va ser de 743 milions de dòlars. Els danys a l'agricultura es van veure compensats amb 1750 milions $ per any. Altres 620 milions $ es van invertir cada any en la reducció de la contaminació del riu.
En 2012, els funcionaris van arribar a la conclusió del projecte de neteja de les àrees contaminades amb cadmi a la conca del riu Jinzû. Vuit-centes seixanta-tres hectàrees de terra vegetal s'han substituït des que va començar la neteja en 1979 amb un cost total de 40,7 mil milions. El projecte ha estat finançat pel govern nacional japonès, la Mitsui Mining, el Gifu i els governs de la prefectura de Toyama.